# Gaganyaan
Gaganyaan (em sânscrito:  गगनयान, "Sky Vehicle") é uma nave orbital tripulada que se espera ajudar a formar o programa espacial tripulado indiano. A nave está sendo projetada para carregar três pessoas e uma versão atualizada será equipada com capacidade de manobra e acoplagem. Em sua primeira missão tripulada, a cápsula de 3,7 toneladas, bem automatizada, da Organização Indiana de Pesquisa Espacial irá orbitar a Terra a 400km de altitude por até sete dias com uma tripulação de três ou quatro pessoas. Era esperado que o veículo fosse lançado pelo GSLV Mk III em dezembro de 2021. Mas a missão teve de ser adiada, primeiro pelas complicações da COVID e depois por razões de segurança, se esperando agora que ela não seja realizada antes de 2024.
O módulo fabricado pelo HAL teve seu primeiro voo não tripulado dia 18 de dezembro de 2014. Em maio de 2019, o projeto do módulo foi completado.